# Václav David
Václav David (Studený, 23 de septiembre de 1910-Praga, 5 de enero de 1996) fue un político comunista checo y checoslovaco, miembro de la Asamblea Nacional Provisional, la Asamblea Nacional Constituyente, la Asamblea Nacional de Checoslovaquia, y la Cámara del Pueblo de la Asamblea Federal de Checoslovaquia; fue ministro de Asuntos Exteriores de Checoslovaquia en las décadas de 1950 y 1960. Fue uno de los políticos con más años de servicio en la era comunista. Defendió los métodos estalinistas y la influencia del poder estatal extranjero en el territorio checoslovaco. Al final de su carrera, fue recompensado con funciones representativas.

## Biografía
En 1929 se graduó en la Academia de Negocios y luego trabajó en ČKD como contador de nóminas. Desde 1929 estuvo involucrado en el movimiento juvenil comunista Komsomol. Desde 1935 fue miembro del Partido Comunista de Checoslovaquia (KSČ). En los años 1934-1939 trabajó como secretario de la Unión de Amigos de la Unión Soviética y dirigió la revista Svět sovětů.
En los años 1944-1945 fue miembro de la dirección temporal del clandestino Partido Comunista, donde se encargaba de velar por las tareas militares y proteger al partido. En abril de 1945 fue miembro del Consejo Nacional Checo como organismo revolucionario tras el fin del régimen nazi y fue miembro de su comisión militar durante el Levantamiento de Praga. En los años 1945-1948 fue miembro del presídium del Comité Central del Partido Comunista y en los años 1951-1953 secretario del Comité Central del KSČ. Estuvo involucrado durante mucho tiempo en la Unión de Amistad Checoslovaco-Soviética, donde ocupó el cargo de vicepresidente entre 1953 y 1972 y, presidente en los años siguientes, hasta 1987.
El 4 de junio de 1945 fue admitido en el Comité Central del Partido Comunista de Checoslovaquia. Los congresos VIII-XIV y XVI-XVII lo confirmaron confirmaron como miembro de dicho comité. Desde marzo de 1946 hasta junio de 1954 (principalmente en el momento de las violaciones más graves de los derechos fundamentales, la destrucción de familias y vidas) fue miembro del presídium del Comité Central del Partido Comunista de Checoslovaquia, y desde abril de 1946 hasta abril de 1948, miembro de la secretaría del Comité Central del KSČ (desde septiembre de 1951 hasta enero de 1952 ocupó el cargo de miembro de la secretaría organizacional del Comité Central del partido). En septiembre de 1951, se convirtió en secretario del Comité Central del KSČ y permaneció así hasta enero de 1952.
Durante varias décadas participó continuamente en el parlamento de Checoslovaquia. En los años 1945-1946, fue diputado de la Asamblea Nacional Provisional por el Partido Comunista. Fue suplente hasta las elecciones parlamentarias de 1946. Posteriormente, se convirtió en diputado de la Asamblea Nacional Constituyente. Después de las elecciones parlamentarias de 1948, se convirtió en diputado de la Asamblea Nacional y siguió siendo miembro de dicho parlamento hasta 1968 (desde 1960 bajo el nombre de Asamblea Nacional de la República Socialista Checoslovaca). Fue elegido en las elecciones de 1954, 1960 y 1964. Después de la federalización de Checoslovaquia, en 1969 ocupó un escaño en la Cámara del Pueblo de la Asamblea Federal y obtuvo el mandato en las elecciones de 1971, 1976, 1981 y 1986. En el período 1971-1986 también se desempeñó como presidente de la Cámara del Pueblo de la Asamblea Federal. Su mandato no expiró hasta el 12 de enero de 1990 como parte de la sustitución de diputados del parlamento tras la Revolución de Terciopelo (la llamada cooptación).
También ocupó importantes cargos gubernamentales. En los años 1953-1968 fue ministro de Asuntos Exteriores de Checoslovaquia. Dejó este puesto sólo durante la Primavera de Praga. En agosto del mismo año, dio la bienvenida a la invasión de Checoslovaquia por las tropas del Pacto de Varsovia y luego se convirtió en embajador en Bulgaria entre 1969 y 1971. Como máximo exponente del régimen comunista durante mucho tiempo, fue galardonado muchas veces en Checoslovaquia y en el extranjero. En 1955 recibió la Orden de la República, en 1960 y nuevamente en 1980 la Orden de Klement Gottwald, y en 1973 recibió la Orden del Febrero Victorioso.

## Reconocimientos
- Cruz de la Guerra de Checoslovaquia, 1945.[10]
- Medalla checoslovaca al mérito, primer grado, 1946, dos veces
- Orden del 25 de febrero de 1949
- Orden de la Libertad de Albania, 1950
- Orden de la Bandera Nacional, Corea del Norte, 1° grado, 1955
- Orden de la República, 1955
- Merité combatiente, Francia, 1957
- Orden del Mérito de Siria, 1957
- Mérito por el 10° aniversario de las Milicias Populares, 1958
- Orden del Emperador Menelik II, Etiopía, 1959
- Orden de Klement Gottwald por la Construcción de la Patria Socialista, 1960, 1980
- Orden Suprema de la República de Camboya, 1960
- Orden de la Estrella de la República de Indonesia, 3° clase, 1961
- Orden del Febrero Victorioso, 1973.